# 嫌み
嫌み（いやみ）とは、他人に不快感を与える言動のこと。嫌味。厭味とも。大きく分けて以下の3種類に分類できる。
1. 言葉によって相手を不快にさせること。
2. 相手にとって不快を感じるような気取った素振り、もしくは外見のこと。
3. 相手の真意に関らず、不快なものとして受け止めること。

1と2は他人に不快感を与える「言動を行った人物」に注目しているのに対し、3は周囲の人物が「どの様に受け止めるか」に注目して分けていることに注意。

## 言葉での嫌み
言葉での嫌みとは、いわゆる「言葉の嫌がらせ」である。相手が心地よく思わない言葉や相手の評価を傷つける可能性のある言葉をわざと発することによって、特定、不特定問わず相手へ意図的に不快感を与えるための行為。したがって相手を「意図しない言動」で不快にさせても、受け手側が一方的に不快に感じただけで嫌味にならない。しかし、実際にはどのような意図で行ったかは本人にしかわからない。そのため、相手（嫌みの対象になる者）や、その周囲で観察していた者が不快と感じれば本人の意思に関らず嫌みと受け取られることが多い。
単純に相手が気に入らないために実行に移す者もいるが、中には過去に自らが犯した誤りを、その相手（嫌みの対象になる者）によって注意や勧告などを受けたために不快感を憶えた者が、その相手への仕返しのために実行するというような逆恨みによって起こる場合もある。このどちらの場合でも大抵は自己中心的な心理状態にあるため、このような行為を実行する者は自己中心主義的な人間であると見られることが多い。しかし、その嫌みを言われる対象者自身が周囲の者に良く思われていなかったり、発言者が周囲から信頼され社会的に高く評価されている場合には、周囲から賛同を得られる場合もある。ただし、その逆もある。発言者が周囲からの社会的な評価が低く信頼されていない人物の場合には、賛同どころか本人の評価をより大きく下げることになる。
相手を意図的に不快にするつもりが無くても、嫌みと受け取られやすい言動（発言した本人から見て）には、以下のものがある。
1. 相手のプライベートや仕事、人間関係などにかかわる問題点や価値観などが違うことを指摘する発言。
2. 相手と自分（あるいは第三者など）との間で問題点や価値観などが違うことを指摘する発言。
3. 特に反論できない立場（目下）や状況（その場に居ない）人物への発言。
4. 過去の出来事に関する発言。

以上は、問題点や現状を確認したり励ますことが目的であったり、物事を建設的に進めるための善意からくる発言であることも多い。
特に、受け手側がこのような状況下で不快に感じる発言をされた時は、細かい言葉尻や自分の感情にとらわれず発言の本意を冷静に判断する必要がある。また、道徳的に正しいとされる（例えば不正を指摘するような内容）であっても、好意的に受け止められなければ嫌みとして認識される。反対に犯罪を肯定するような発言であっても、好意的に受け止められれば問題として認識されないこともある。道徳的に正しいとされる発言が、嫌みとして受け止められるような状態の社会では、安易に犯罪や不正行為が容認される可能性がある。たとえば、企業の組織的な不祥事について社会的な性質に注目すると、二つの原因に分けることができる。一つ目は個人（従業員）の反社会的な行為や思想。二つ目は、それを容認する社会である。つまり不快に感じるという理由で自由な発言が極端にできない場合は重大な弊害をもたらすことがある。
嫌みは嫌がらせの一環であり、どのような背景があろうとも実行してよいものではない。また、意図的でなくとも相手を不快にさせる発言は、発言者自身の社会的な評価の低下や孤立の原因になるため避けるべきである。例えば同じ意味でも、相手の意見に同意していることや同情している気持ちを加えたり、前向きな表現にすることで受け取られ方が大きく変わる。

## 行動での嫌み
仕事で無理やり出来ない仕事を与える。特定の人を無視する。

## 受け取り方による嫌み
不快に感じる言動をとる者がいても、その目的が本当に「嫌み」かは本人にしかわからない。つまり相手の行動が「嫌み」であるかどうかは受け止める側の「サジ加減しだい」であるともいえる。例えば試験の成績が悪かったときに、信頼している人物からであれば厳しく叱られても「愛の鞭」として受け止められる。しかし、反対に信頼していない人物から励まされても「嫌み」にしか聞こえないことも多い。
これを回避するためには「嫌みな事をされた」と捉えるのではなく「嫌みとして受け取ってしまった」と考えて、相手の事を疑って疑心暗鬼になっている自分に気づく事が効果的である。つまり「相手」の問題ではなく、嫌みとして受け取ってしまった「自分」の問題としてセルフで処理してしまえばよい。